# Leoniano di Vienne
Leoniano (... – VI secolo) è stato il fondatore di due monasteri di Vienne. Il suo culto come santo è stato confermato da papa Pio X nel 1903.

## Biografia
Secondo alcune notizie riportate nella Vita di sant'Eugendo, era originario della Pannonia e sarebbe stato rapito dai barbari e condotto prigioniero in Gallia: visse come recluso prima ad Autun e poi a Vienne, dove fu la guida della comunità di monaci che si radunò attorno al suo reclusorio e fu direttore di un monastero femminile con oltre sessanta monache.
La Cronaca di Adone conferma che, sotto l'episcopato di Avito a Vienne, Leoniano fondò in città il monastero maschile di San Marcello e quello femminile di Saint-André-le-Haut, ma non accenna alla sua qualifica di recluso o abate. Il nome di Leoniano compare anche nella corrispondenza di sant'Avito.

## Il culto
Nella cattedrale di Vienne si conserva un sarcofago in marmo bianco che un'iscrizione del X secolo indica essere quello di Leoniano.
Papa Pio X, con decreto del 9 dicembre 1903, ne confermò il culto con il titolo di santo.
Il suo elogio si legge nel martirologio romano al 13 novembre.